# 邵奇
邵奇（？—？），宋朝政治人物。
邵奇曾于1074年接替上官汲任华亭县知县一职，1077年由沈辽接任。